# Cinematografia digital

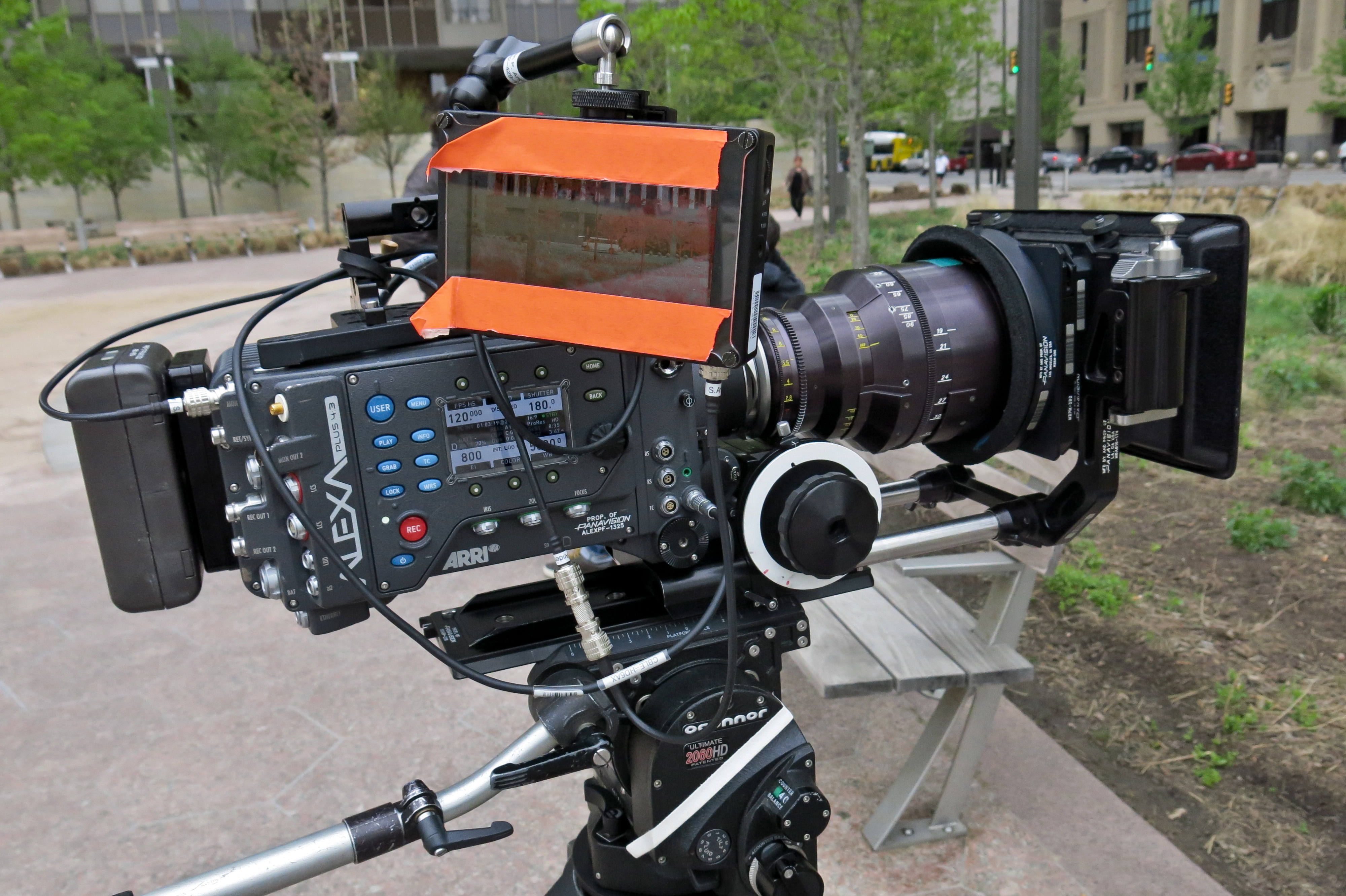
Càmera digital Arri Alexa

La cinematografia digital és aquella especialitat de la cinematografia que utilitza la tecnologia digital per gravar, distribuir i/o projectar pel·lícules. Generalment, es caracteritza per l'alta resolució de les imatges, perquè prescindeix d'alguns aspectes associats a la projecció mecànica de les pel·lícules, i per les excel·lents possibilitats de postproducció amb mitjans informàtics. No obstant això, el cinema cel·luloide conté més resolució i informació en el fotograma, que el cinema digital, sobretot en el matisat del color, ja que aquest és més natural i pur, i la resolució és molt major.
El cinema digital es grava utilitzant una representació digital de la lluentor i el color en cada píxel de la imatge, en lloc de quedar fixada per emulsió química en el film del cel·luloide tradicional. La pel·lícula final pot ser distribuïda via disc dur, DVD, satèl·lit o internet, i pot projectar-se utilitzant un projector digital en lloc d'un de tradicional.
Un format comú per treballar en postproducció digital és el DPX, el qual representa la densitat del negatiu escanejat en un format de 10 bits. També és freqüent que s'utilitzi un arxiu per a cada quadre, que pot aconseguir els 20 o 50 megues.
Les pel·lícules de baix pressupost i amb mitjans limitats, cada vegada es roden més en digital (encara que sovint no amb càmeres d'alta definició). Amb la creixent popularitat d'aquesta tecnologia en els últims temps, els festivals especialitzats en cinema digital són avui comuns per tot el món. El pioner i major d'ells és el Onedotzero, celebrat a Londres des de 1996. De moment, molts objectius de les càmeres electròniques no es fixen en aquest mercat. El públic al que es dirigeixen és generalment el de festivals sense ànim de lucre, i les peces es freqüenten més sovint en vídeo que en cinema. Quan aquests productes es llancen al mercat, gairebé sempre és en format DVD, per la qual cosa se'ls pot considerar productes per a televisió sense emissió.

## Desenvolupament de la tecnologia digital

### Els començaments en els anys 40
Encara que el fenomen del cinema digital ha rebut una gran publicitat en els últims anys, no és realment un nou concepte: abans de ser re introduït com a “cinema digital” a finals de la dècada dels 90, se li va conèixer durant anys com a “cinema electrònic”.
Sony es va llançar a comercialitzar el concepte de “cinema digital” ja a finals dels 80, utilitzant càmeres HDTV analògiques basades en tubs, amb més aviat poc èxit al principi. No va ser fins a 1998, quan la indústria va començar a prendre's de debò aquest nou mitjà, que van ser capaços de desenvolupar i comercialitzar càmeres CCD manejables de 1920x1080 píxels, que incloïen gravadores HD Digital Betacam. En qualsevol cas, al estar basades en les antigues tecnologies analògiques, aquesta primerenca tecnologia digital no oferia grans diferències, fins i tot referent a la qualitat d'imatge.
Des de finals dels 80 hi va haver diversos projectes cinematogràfics, en cert sentit experimentals, que utilitzaven tant càmeres com projectors digitals, però cap amb gran èxit comercial. Una de les primeres projeccions veritablement digitals va ser el curtmetratge Driven Together, de David M. Kaiserman, en 2000. La primera seqüència que va utilitzar seqüències generades per computadora va ser Tron, produïda per Disney en 1982. Es van utilitzar gairebé trenta minuts d'animació generada per computadora, en combinació amb els personatges de la pel·lícula. Tot i així, la pel·lícula conté menys imatges generades per computadora del que generalment es pogués suposar, ja que realment molts dels efectes que semblen haver estat fets per computadora, van ser creats usant efectes òptics tradicionals: amb una tècnica coneguda com a “animació amb llum de fons”, les escenes en viu dins del món de la computadora van ser filmades en blanc i negre, impreses en pel·lícules de format gran i alt contrast, i després acolorides amb tècniques tradicionals de fotografia, aconseguint així un aspecte “futurista” i “tecnològic” (almenys per als paràmetres del moment). En qualsevol cas, el procés va ser immensament laboriós i no ha estat repetit per cap altra pel·lícula; amb tantes capes d'alt contrast i negatius de format gran, es van necessitar grans quantitats de film cinematogràfic, augmentant el cost en gran manera. Per crear aquesta pel·lícula, Disney va haver d'adquirir la Super Foonly F-1, una càmera de la sèrie PDP-10 de la més capdavantera tecnologia al seu moment. Encara que avui pugui semblar alguna cosa tosca (i sense entrar a valorar temes creatius o de guió), la pel·lícula ha estat ovacionada per ser una fita en l'animació per computadora. I encara que la pel·lícula, inicialment, no va tenir èxit, s'ha convertit en film de culte per ser pioner en l'ús de gràfics generats per ordinador, inspirant molts populars videojocs.

### Els 90: l'expansió del digital
En la dècada dels 90 el cinema va començar un procés de transició, del suport fílmic a la tecnologia digital. Encara que el primer film amb efectes especials digitals va ser Tron, ja en 1982, no va ser fins als 90, on la tecnologia digital va desembarcar en la indústria cinematogràfica, ja sigui en grans produccions que van fer ús extensiu de la tecnologia digital, com les noves pel·lícules de La guerra de les galàxies o Matrix, fins a les pel·lícules fetes íntegrament en computadora, de la mà de Pixar i altres companyies. Mentrestant, en l'àmbit del vídeo domèstic, va sorgir un suport digital; els DVD apareixen com a nou estàndard.
Avui dia, Estats Units es prepara per equipar totes les seves sales amb projectors digitals, i els fabricants fan línies especials de càmeres digitals per al cinema professional, controladors de colorimetria i edicions per substituir la pel·lícula. Els diferents formats d'HD, respecte al 35 mm, ofereixen pressupostos més baixos, facilitat de manipulació en el muntatge, agilitat en el tractament i facilitat d'introducció de tècniques de síntesis digitals. George Lucas i James Cameron, per exemple, han utilitzat aquests sistemes d'HD que gran qualitat, de tal manera que el resultat final és gairebé idèntic al film en alguns casos. Altres directors, com Steven Spielberg es neguen a canviar al digital, i segueixen fent les seves pel·lícules en film, i fins i tot editant en moviola.

### Avui dia
Tenint en compte els constants impulsos a la tecnologia digital any rere any, sembla que el futur del cinema és ser completament digital en les properes dècades. En qualsevol cas, el cinema digital encara ha de recórrer bastant camí abans de reemplaçar per complet al cel·luloide: durant els últims cent anys, totes les pel·lícules han estat gravades en film tradicional, i tots els estudiants de cinema han après com manejar una càmera de 35mm; no obstant això, la tecnologia digital, especialment l'equip d'alta definició, encara no ha tingut temps d'aconseguir una extensa acceptació, pesi al fet que la creixent popularitat de la vídeo-càmera d'alta definició (de menys de 2048 píxels horitzontals) en el camp de la televisió, ha incentivat certament el desenvolupament en cinema de les càmeres de 4096 píxels i més, així com la tecnologia de postproducció. Però, no és cert que aquestes càmeres graven a 4K; només interpolen la imatge i no poden comparar-se al 16 mm, 35 mm, 65 mm, 70 mm. Els primers sistemes de pel·lícula digitals escanejaven les imatges, les càmeres gravaven i transferien aquestes imatges per a la projecció. Els actuals sistemes utilitzen tant càmeres digitals com projectors digitals. Els projectors digitals capaços de projectar amb una resolució de 2048 píxels horitzontals van començar a desenvolupar-se al 2005, i el seu avanç és cada vegada més accelerat. La televisió i els discos d'alta definició estan exercint una forta pressió perquè els cinemes ofereixin alguna cosa millor, que sigui capaç de competir amb l'alta definició domèstica. Una sala de cinema digital ha de ser capaç d'oferir a l'audiència una alta definició de vídeo, d'àudio, de subtítols i altres característiques, les quals s'han d'anar actualitzant contínuament amb els últims avanços tecnològics (millores en la definició, xifrat per part dels distribuïdors...).
Amb la ràpida difusió del digital i la proliferació de formats, el Digital Cinema Iniciatives (DCI), treballant juntament amb membres del comitè SMPTE de protocols, va publicar un sistema d'especificacions que han adoptat les majors productores nord-americanes. Resumint, els protocols indiquen que les imatges siguin codificades amb el estàndard ISO/IEC 15444-1 "JPEG2000" (.jp2) i que s'usi l'espai de color CIE XYZ a 12 bits per components codificats en una gamma de 1/2.6; que per a l'àudio s'utilitzi el format “Broadcast Wave” (.wav) a 24 bits; també parlen del xifrat i altres detalls tècnics.

## Cinema digital enfront de cel·luloide

### La batalla teòrica
El cinema digital ha generat abundants disputes entorn la naturalesa intrínseca de cinema. Les postures van des dels entusiastes, que veuen en la tecnologia digital la panacea i els avanços que el llenguatge cinematogràfic venia sol·licitant des de fa molt de temps (com el popular George Lucas), fins als detractors més acèrrims, que veuen en el digital la pèrdua de l'essència de la mirada fílmica (com els directors espanyols Víctor Erice o José Luis Guerín). S'ha dit fins i tot que, el cinema digital, suposa una altra classe d'experiència visual totalment diferent al cinema gravat químicament i projectat mecànicament. En qualsevol cas, i malgrat que la majoria de les pel·lícules comercials actuals i els programes televisius de primera línia (al menys als Estats Units) encara són filmats amb pel·lícula de cel·luloide tradicional, la veritat és que l'avanç del cinema digital sembla ja una evolució.
Alguns puristes argumenten que el digital no aconsegueix la mateixa "sensació" que una pel·lícula gravada en cel·luloide. Encara que això és una matèria de preferències personals més que una altra cosa, les càmeres digitals han evolucionat ràpidament i la qualitat s'incrementa molt dràsticament de cada generació de maquinari a la següent. Però, tot i així, no aconsegueixen imitar ni assemblar-se al cel·luloide en quant a la resolució i la naturalitat. També existeix el contra-argument que, al passar-se la majoria de pel·lícules de nou a un rotllo de pel·lícula per a la seva projecció a les sales, la "sensació" del cel·luloide retorna a l'audiència. Encara que, al menys en l'actualitat, les càmeres digitals no poden assolir el mateix nivell de qualitat d'imatge que un film de 35 mm, hi ha qui pensa que el color i la claredat són millors en digital, tot i que no és així.
A finals del segle passat, nombrosos directors notables van declarar haver-se "convertit" al cinema digital, i que mai tornaran a fer servir film tradicional, entre els quals s'inclouen George Lucas, Robert Rodriguez, David Fincher, David Lynch, Lars von Trier o James Cameron. Alguns, com James Cameron i George Lucas, fins i tot van declarar públicament que mai tornarien a rodar amb pel·lícula tradicional. D'altres, com Steven Soderbergh o Michael Mann, encara que no han arribat tan lluny en les seves declaracions, han gravat, de forma experimental, part de les seves últimes pel·lícules en digital. A l'extrem oposat, directors com ara Steven Spielberg, Martin Scorsese, Quentin Tarantino, Tim Burton, Ridley Scott o Oliver Stone, defensen continuar realitzant pel·lícules amb film tradicional, i fins i tot opinen que mai podrà ser superat per la tecnologia digital. Altres directors, com Víctor Erice o José Luis Guerín, especialment els dedicats a un cinema més minoritari, també se situen com acèrrims defensors del cel·luloide i, no obstant això, roden les seves últimes pel·lícules amb càmeres digitals, ja que no poden assumir els costos de l'analògic.

### Democratització
Una de les grans esperances que hi ha posades en la tecnologia digital és que democratitzarà el món del cinema i abolirà les barreres econòmiques a l'hora de realitzar pel·lícules, atès a l'abaratiment que suposa l'enregistrament digital, i la possibilitat de passar el material a vídeo i editar-lo en un ordinador domèstic. No obstant això, pot resultar més complicat del que sembla a primera vista. D'entrada, el cost del cel·luloide i el laboratori suposa només al voltant de l'1% del cost total d'una típica producció de Hollywood, o d'altres centres de cinema comercial com Bollywood a Bombai, de manera que l'estalvi en termes totals no és tan significatiu .
D'altra banda, encara que el tema de l'abaratiment econòmic de la realització pugui permetre a molta gent gravar pel·lícules, continua sent necessari que aquesta sigui distribuïda per arribar al públic, i aquí apareix un món molt més complex. S'estima que es graven en digital a prop de 5.000 pel·lícules comercials a l'any. Tenint en compte aquesta quantitat, s'entendrà que els realitzadors digitals puguin tenir dificultats, fins i tot, perquè els distribuïdors vegin els seus productes i, en qualsevol cas, rarament tindran veu i vot en les negociacions de la distribució.
En qualsevol dels casos, l'actual estructura de distribució es pot veure alterada per l'economia a una escala molt més gran que per la mateixa realització cinematogràfica. Si el mètode de distribució tradicional canvia en el futur cap a un producte d'accessibilitat més directa, significa que els realitzadors digitals seran capaços de superar els actuals obstacles de la distribució tradicional del cel·luloide. Certament, poden crear-se nous obstacles a l'hora de distribuir el producte final, però aquests no dependran tant de la necessitat monetària, atès que distribuir una pel·lícula en format digital és, al menys teòricament, notablement més barat, que produir totes les impressions finals necessàries en cel·luloide. Aquest mètode tradicional de distribució, requereix grans sumes de diners perquè la pel·lícula final pugui arribar a centenars de sales de projecció, que, al cap i a la fi, és un dels passos finals perquè una pel·lícula doni beneficis econòmics. Tant és així que, tradicionalment, en general una pel·lícula no es pot dur a terme fins que aquesta és aprovada per una empresa distribuïdora, que invertirà diners en ella si creu que els recuperarà i en guanyarà més.

## Característiques de la tecnologia digital
El vídeo digital permet una postproducció molt més flexible, i una infinitat de possibilitats impensables o extremadament costoses utilitzant tècniques fotoquímiques, com el film òptic tradicional. Els sistemes digitals tenen una major resolució que els sistemes de vídeo analògics, tant en la dimensió espacial (nombre de píxels) com en la dimensió tonal (representació de la lluentor). També tendeixen a tenir un major control sobre la colorimetria durant el procés de producció. El procés químic iniciat en exposar el cel·luloide a la llum, ofereix la possibilitat de diversos resultats, als quals un bon cineasta és capaç de treure partit. Per contra, cada càmera digital dona una única resposta a la llum i, encara que simplifica el procés, és molt difícil predir el resultat sense veure-ho en un monitor, augmentant la complexitat de la il·luminació.
Les càmeres de cinema no presenten dificultat per filmar en situacions d'alt contrast lumínic, com la llum del sol directa. En aquests casos, la informació de llums i ombres apareix en la imatge filmada i no es perd per sempre. Alguns directors han optat per triar la millor opció per a cada cas, utilitzant el vídeo digital per als enregistraments nocturns i en interiors, i la tradicional pel·lícula cinematogràfica per a exteriors de dia. La digitalització permet un magatzematge quasi infinit d'informació, i, a més a més, permet un considerable estalvi d'espai físic a l'hora d'emmagatzemar pel·lícules. Pesi a això, alguns consideren que, actualment, el film de cel·luloide no segueix sent, en molts sentits, molt més transportable que la informació digital. El cel·luloide està demostrat que és capaç de resistir més de cent anys, i l'emmagatzematge digital només està demostrat que pugui resistir el pas del temps des del qual va ser creat. Si va ser creat fa deu anys, cap cosa pot demostrar que vagi a durar més. (per exemple els CD i DVD tenen una vida mitjana de 15 anys i els discos durs externs, de 5 anys)
Una altra característica pròpia de la tecnologia digital és que la filmació i la projecció d'imatges es realitzen simultània i conjuntament amb la banda sonora, també digital.